# Erato
Erato (em grego clássico: Ἐρατώ; romaniz.: Eratō; "a Amável) foi uma das musas da mitologia grega. Era filha de Zeus e Mnemosine.
Assim como as outras oito musas, Erato era uma virgem. Erato era assim chamada pois faz os que são instruídos por ela serem desejados e dignos de serem amados.
Era a musa da poesia romântica, representada com uma lira, e dos hinos. É representada com uma lira e por vezes com uma coroa de rosas.